# 후타나촌 (에히메현 우마군)
후타나촌(二名村)은 에히메현 우마군에 있던 촌이다. 

## 지리
북쪽은 히타치나다에 접해 있고, 남쪽은 뒤쪽 산지가 해안에 접해 있는 지형이다. 서쪽은 가와노에초, 남쪽은 야하치산과 그 산맥을 따라 긴세이정과 접해 있다. 동쪽은 가가와현 미토요군 와다와 접해 있으며, 현 경계에는 요기사키가 있다. 현 경계에는 철도와 도로(국도 11호)가 나란히 있으며, 철도에는 짧은 터널이 있지만 도로에는 터널이 없다.

## 역사
- 1889년 12월 15일 - 정촌제 시행에 수반해 요키촌, 나가스촌의 구역으로 우마군 후타나촌이 성립하였다.
- 1954년 3월 31일 - 가와노에정에 편입되었다.

## 산업
산이 바다와 맞닿아 있는 지형 때문에 어촌으로 생계를 꾸려왔다. 전후에 종이 가공 공장 등이 이 지역에도 진출했다. 

## 교통

### 철도
- 일본국유철도
  - 요산본선 (역은 소재하지 않음)

### 도로
- 국도 제11호선